# Brocéliande
Brocéliande, anteriormente conhecida como Brécheliant e Brécilien, é uma floresta encantada lendária que tinha reputação na imaginação medieval europeia como um lugar de magia e mistério. Brocéliande aparece em vários textos medievais, principalmente relacionados à lenda arturiana e aos personagens de Merlin, Fada Morgana, Dama do Lago (Viviane) e alguns dos Cavaleiros da Távola Redonda. Ela apareceu pela primeira vez na literatura na crônica Roman de Rou, de Wace, em 1160, e hoje é mais comumente identificada como a floresta de Paimpont, na Bretanha, França.
Brocéliande é um lugar de lendas devido à sua localização incerta, ao clima incomum e às suas ligações com a mitologia arturiana, principalmente com a tumba da figura lendária de Merlin. De acordo com esses relatos, a floresta abrigava o Vale mágico de Morgan sem retorno (Val sans retour), a fonte de fadas de Barenton e o local de aposentadoria, prisão ou morte de Merlin.

## Etimologia
A etimologia é incerta. A forma mais antiga conhecida, Brecheliant, pode ser baseada no celta "Brec'h" ("colina"), seguido do nome de um homem. A forma posterior de Brocéliande pode ser derivada de bro (que significa "país" em bretão, córnico e galês), mas é necessário esperar por Chrétien de Troyes para encontrar essa variante. Uma etimologia popular do francês antigo deriva o termo, em última análise, de "broce" para "floresta" e "liande" para "charneca".

## Relatos históricos medievais
A primeira menção conhecida de Brocéliande é encontrada em Roman de Rou, uma crônica de 1160 do poeta anglo-normando Wace, que aborda a história dos duques da Normandia desde a época de Rolão da Normandia até a batalha de Tinchebray. Wace conta os bretões de Brocéliande (Brecheliant), sobre os quais há muitas lendas ("ceux de Brecheliant dont les Bretons disent maintes légendes... - os de Brecheliant, cujas lendas são contadas pelos bretões...") juntamente com os cavaleiros bretões. Wace dá o nome da fonte de Barenton ("La fontaine de Berenton/sort d'une part lez le perron...- A fonte de Berenton/saída do alpendre em um lado...") e descreve como os caçadores retiram água dela e molham uma pedra para invocar a chuva; ele também menciona rumores de fadas e magia. Wace viajou para a Bretanha em busca dessas maravilhas, mas não encontrou nada notável e saiu desapontado: "Vi a floresta e a terra e procurei por maravilhas, mas não encontrei nenhuma. Voltei como um tolo e fui como um tolo. Fui como um tolo e voltei como um tolo. Busquei tolices e me considerei um tolo."
Brocéliande é brevemente mencionada em um texto histórico no poema de Bertran de Born, de 1183, dedicado a Godofredo II da Bretanha - o duque a quem Brocéliande pertencia. Seu clima incomum é observado em alguns textos: no relato expedicionário de Geraldo de Gales de cerca de 1185, Topographia Hibernica, no trabalho de Alexandre Neckam de cerca de 1195 sobre ciência náutica, De naturis rerum, e no poema de William, o bretão, de cerca de 1215, Philippide.

## Lenda arturiana

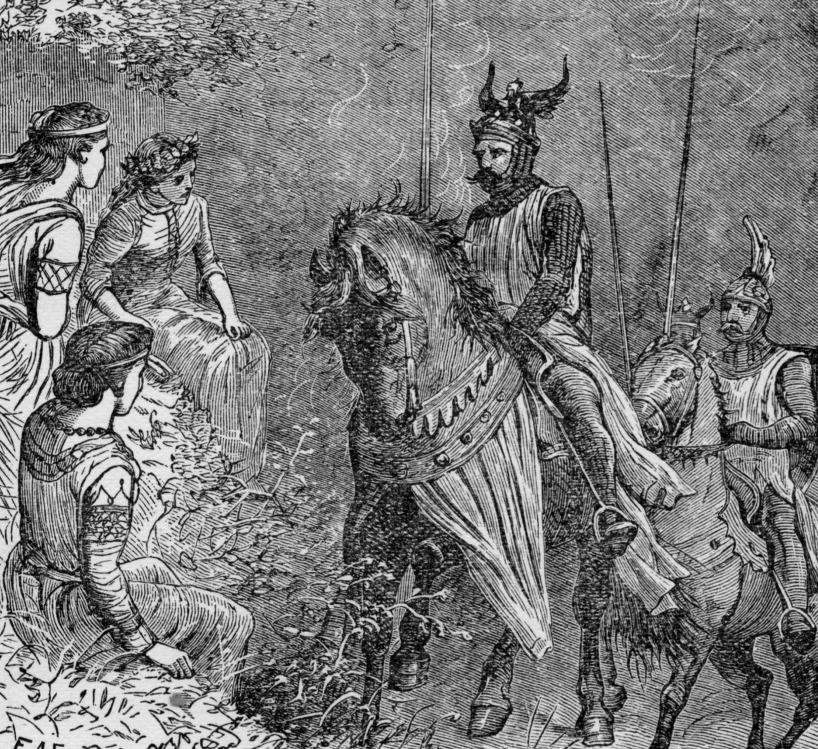
The Damsels at the Fountain, ilustração de F. A. Fraser para King Artur and His Knights of the Round Table (1912)

Na década de 1170, Chrétien de Troyes menciona a floresta de Brocéliande em seu romance arturiano, Le Chevalier au lion. Em Brocéliande, Ivain derrama água de uma fonte em uma pedra, causando uma violenta tempestade. Isso, por sua vez, invoca o cavaleiro Esclados le Ros, que defende a floresta.

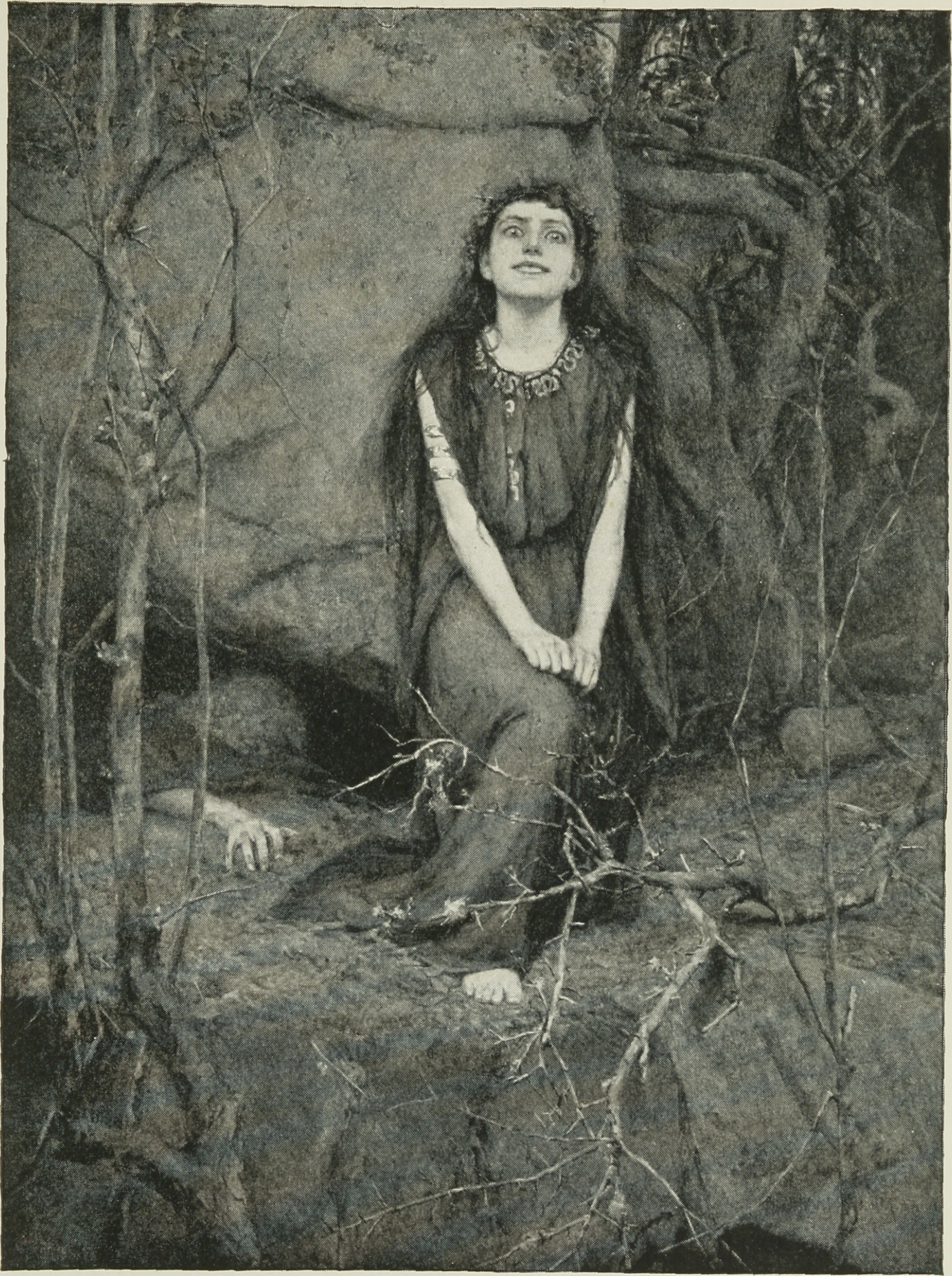
Merlin and Vivien, de Henry Meynell Rheam (1895)

No final do século XII ou início do século XIII, Robert de Boron associou pela primeira vez a figura de Merlin à Brocéliande em seu poema Merlin. Ela também aparece em vários episódios das adaptações e continuações em prosa do poema, o Ciclo da Vulgata (Lancelote-Graal), principalmente nas histórias de Merlin e Viviane. Mais tarde, a Fada Morgana aprisiona muitos cavaleiros infiéis em seu Vale Sem Retorno dentro de Brocéliande até que sejam libertados por Lancelote.
Em Jaufré, o romance arturiano de autoria desconhecida composto na Catalunha, a floresta de Brocéliande fica perto do palácio do Rei Artur e do local de um moinho onde Artur luta contra um estranho animal parecido com um touro, na verdade um cavaleiro mago metamorfo. A datação de Jaufré é debatida e pode ter sido escrito em 1183 ou em 1225-1228. Posteriormente, Brocéliande também aparece no contexto dos cavaleiros arturianos no poema alegórico Tournoiement Antecrist, de Huon de Méry, bem como em outros textos, como Claris et Laris, onde é o local do castelo de fadas de Morgan, e Brun de la Montagne.

## Localizações

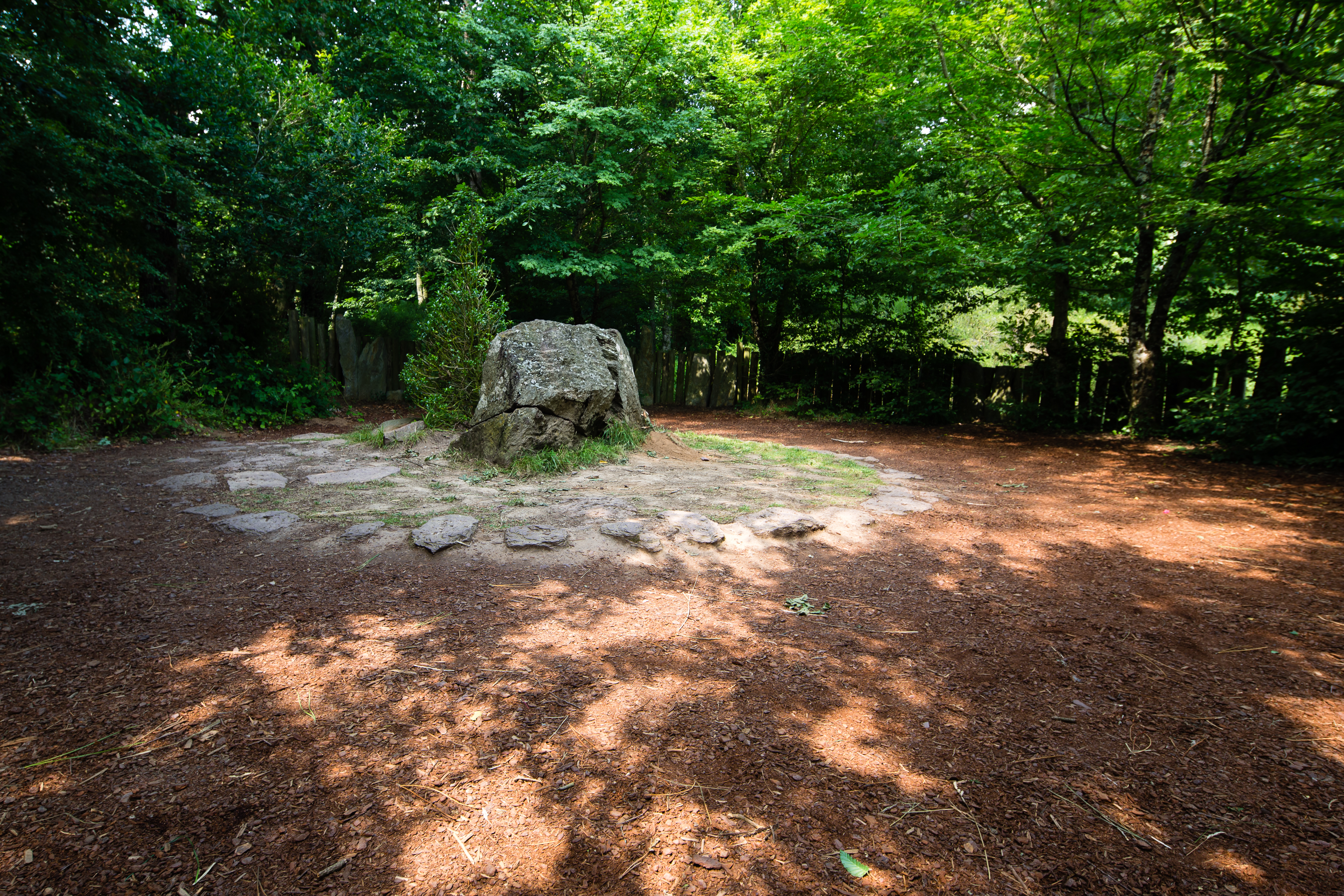
Túmulo de Merlin (tombeau de Merlin) megalítico na floresta de Paimpont.

As primeiras fontes fornecem informações pouco claras ou conflitantes sobre a localização exata de Brocéliande; existem diferentes hipóteses. De acordo com Wace, Brocéliande fica na Bretanha. Desde o século XV (Jean Cabaret d'Orville), Brocéliande tem sido associada por alguns à floresta de Lorge, perto de Quintin, na Bretanha. Desde cerca de 1400 (Ponthus et la belle Sidonie, onde a floresta é chamada de Berthelien) e comumente nos tempos modernos, Brocéliande é considerada a floresta de Paimpont, na Bretanha.
Alguns estudiosos acham que Brocéliande é um lugar mitológico e que nunca existiu. Jean Markale observa que, embora a floresta em si seja lendária, ela faz parte do "restante da imensa floresta que cobria todo o centro da Bretanha até a Alta Idade Média". Ele prossegue apontando que a noção de uma floresta mágica na França tem suas raízes nos escritos de Lucano, que descreve uma floresta numinosa e mágica cheia de acontecimentos sinistros na Gália.

## Ficção moderna

### Arturiana
Brocéliande continuou a aparecer em toda a Arthuriana moderna, em obras como o poema do século XIX Idílios do rei, de Alfred Tennyson e em obras posteriores, como o poema Merlin, de Edwin Arlington Robinson, de 1917, e o poema Brocéliande, de Alan Seeger, de 1916.
- Jean Lorrain escreveu a peça Brocéliande (1898), sobre Myrddhin (Merlin) e Viviane (Nimue/Elaine); como em muitas das obras arturianas anteriores, Brocéliande é o local onde Viviane aprisiona Merlin dentro de um carvalho.[1]
- Na trilogia arturiana de Bernard Cornwell, The Warlord Chronicles, Brocéliande é um dos dois reinos britânicos (celtas) que formam a Bretanha moderna, sendo o outro a Armórica.
- Brocéliande serve como local do romance de fantasia de Robert Holdstock, Merlin's Wood.
- A série de televisão Once Upon a Time apresenta Brocéliande no episódio da 5ª temporada "Siege Perilous" como o local de um cogumelo mágico necessário para uma poção que liberta o feiticeiro Merlin de sua prisão em uma árvore.

### Outros
- Brocéliande é mencionada repetidamente no livro Here Abide Monsters, de Andre Norton, usando a fórmula "Avalon, Tara, Brocéliande, Carnac".
- O nome foi uma inspiração para o reino fictício de Beleriand, na Terra Média, de J.R.R. Tolkien. O nome Broseliand foi usado nos primeiros esboços de O Silmarillion (1926 a 1930). É também o cenário do poema de Tolkien A Balada de Aotrou e Itroun.[19]
- Vários contos da coleção Kingdoms of Elfin de Sylvia Townsend Warner (muitos dos quais foram publicados na The New Yorker na década de 1970) se passam em Brocéliande ou a mencionam, entre várias outras florestas encantadas onde vive o povo élfico de Townsend.
- Ela aparece no filme Robin Hood, de 2010, como o local onde Robert Loxley é emboscado pelos franceses.
- Em The Dragons of Babel, de Michael Swanwick, Brocéliande é uma estação de trem onde uma bomba foi lançada em uma guerra entre dois reinos.
- O romance Terra Ignota - il Risveglio, de Vanni Santoni, apresenta uma floresta mágica chamada Brocéliande.
- O livro The Poison Garden, de Sarah Singleton, apresenta um jardim mágico chamado Brocéliande.
- A série The Mortal Instruments (Os Instrumentos Mortais), de Cassandra Clare, apresenta uma floresta chamada Brocelind na nação fictícia de Idris, dos Caçadores de Sombras.
- Brocéliande é o nome de uma floresta no romance para jovens adultos de Joan Aiken, The Stolen Lake, que, apesar de se passar em uma versão fictícia da América do Sul, tem um forte tema arturiano.
- A série de romances The Witcher, de Andrzej Sapkowski, apresenta uma antiga floresta habitada por seres mágicos conhecidos como Brokilon para os humanos e Brokiloén na língua élfica.
- Ela também é mencionada no DLC Black Armory de Destiny 2. O quebra-cabeça Niobe's Torment derrotou toda a comunidade de jogadores de Destiny por quase 24 horas usando essa palavra.
- Uma floresta chamada Brecilian Forest é habitada por elfos e repleta de ruínas mágicas no videogame Dragon Age: Origins.
- Em Aquela Força Medonha, de C. S. Lewis, a tumba de Merlin está localizada na fictícia Floresta de Bragdon.
- A floresta está ligada aos elfos na fantasia histórica de Judith Tarr, The Hound and the Falcon e na série Alamut.
- Brocéliande é invocada no conto "Main Street: 1953" em The Hidden Side of the Moon, de Joanna Russ.
- O nome foi uma inspiração para a cidade fictícia de Brecilien no MMORPG Albion Online, uma cidade mágica localizada nas Brumas ("Mists").